# Onthophagus diversus
Onthophagus diversus är en skalbaggsart som beskrevs av Louis Jérôme Reiche 1847. Onthophagus diversus ingår i släktet Onthophagus och familjen bladhorningar. Inga underarter finns listade i Catalogue of Life.